# Comuna Tușnad, Harghita
Tușnad (în maghiară Tusnád) este o comună în județul Harghita, Transilvania, România, formată din satele Tușnad (reședința), Tușnadu Nou și Vrabia.

## Demografie
Componența etnică a comunei Tușnad
     Maghiari (92,02%)
     Români (1,79%)
     Alte etnii (0,9%)
     Necunoscută (5,28%)
Componența confesională a comunei Tușnad
     Romano-catolici (87,24%)
     Fără religie (2,59%)
     Ortodocși (1,45%)
     Reformați (1,2%)
     Alte religii (1,15%)
     Necunoscută (6,38%)
Conform recensământului efectuat în 2021, populația comunei Tușnad se ridică la 2.006 locuitori, în scădere față de recensământul anterior din 2011, când fuseseră înregistrați 2.147 de locuitori. Majoritatea locuitorilor sunt maghiari (92,02%), cu o minoritate de români (1,79%), iar pentru 5,28% nu se cunoaște apartenența etnică. Din punct de vedere confesional, majoritatea locuitorilor sunt romano-catolici (87,24%), cu minorități de fără religie (2,59%), ortodocși (1,45%) și reformați (1,2%), iar pentru 6,38% nu se cunoaște apartenența confesională.

## Politică și administrație
Comuna Tușnad este administrată de un primar și un consiliu local compus din 11 consilieri. Primarul, József Molnár[*], de la Uniunea Democrată Maghiară din România, este în funcție din octombrie 2020. Începând cu alegerile locale din 2024, consiliul local are următoarea componență pe partide politice:
|  | Partid                                 | Consilieri | Componența Consiliului | Componența Consiliului | Componența Consiliului | Componența Consiliului | Componența Consiliului | Componența Consiliului | Componența Consiliului | Componența Consiliului | Componența Consiliului | Componența Consiliului | Componența Consiliului |
|  | -------------------------------------- | ---------- | ---------------------- | ---------------------- | ---------------------- | ---------------------- | ---------------------- | ---------------------- | ---------------------- | ---------------------- | ---------------------- | ---------------------- | ---------------------- |
|  | Uniunea Democrată Maghiară din România | 11         |                        |                        |                        |                        |                        |                        |                        |                        |                        |                        |                        |

## Obiective turistice
- Bazinul Ciucului de Jos (sit de importanță comunitară inclus în rețeaua ecologică europeană Natura 2000 în România)
- Depresiunea și Munții Ciucului (arie de protecție specială avifaunistică)
- Mlaștina Nádaș (arie protejată de interes național)

## Personalități născute aici
- Ábrahám Ambrus Andor (1893 - 1989), profesor de științele naturii;
- Iuliana Simon (n. 1934), schioare de fond;
- Sorin Cigan (n. 1964), fotbalist.